# 浅野煤矿
浅野煤矿位于雨龙郡沼田町浅野地区的沼田水库的周辺及湖底。1930年3月开业-1968年11月20日封山，到昭和43年11月20日为止是留萌煤田的中心煤矿。因为煤矿而在北海道雨龙郡沼田町形成了人口数千人规模的居住区，留萌铁路也通过煤矿，但现在几乎无人成为废墟。

## 历史
- 1905年（明治38年）浅野财阀获得试采权。
- 1929年（昭和4年）10月留萌铁路延伸到浅野煤矿。
- 1930年（昭和5年）3月，浅野雨龙煤矿开业。
- 1940年（昭和15年）达到年出炭流量高峰17万5000吨。
- 1952年（昭和27年）古河矿业营业权转让。
- 1962年（昭和37年）雨龙煤矿的营业权转让。
- 1968年（昭和43年）11月20日封山。
- 1971年（昭和46年）4月留萌铁路歇业。